# Lijst van Franse ministers van Transport
Dit is een lijst van Franse ministers van Transport.

## Ministers van Transport (1959–heden)
| Minister voor Transport                        | Minister voor Transport         | Minister voor Transport            | Ambtstermijn                | Ambtstermijn      | Partij(en)       | Premier(s)                         | Kabinet(en)                                 | Overige functie(s)                 |
| ---------------------------------------------- | ------------------------------- | ---------------------------------- | --------------------------- | ----------------- | ---------------- | ---------------------------------- | ------------------------------------------- | ---------------------------------- |
|                                                | Robert Buron                    | Robert Buron (1910–1973)           | 8 januari 1959              | 16 mei 1962       | MRP              | Michel Debré (1959–1962)           | Debré                                       | Minister voor Toerisme             |
| Georges Pompidou (1962–1968)                   | Robert Buron                    | Robert Buron (1910–1973)           | 8 januari 1959              | 16 mei 1962       | MRP              | Pompidou I                         |                                             | Minister voor Toerisme             |
| Georges Pompidou (1962–1968)                   |                                 | Roger Dusseaulx                    | Roger Dusseaulx (1913–1988) | 16 mei 1962       | 6 december 1962  | Pompidou I                         | UNR                                         | Minister voor Toerisme             |
| Georges Pompidou (1962–1968)                   |                                 |                                    | Marc Jacquet (1913–1983)    | 6 december 1962   | 8 januari 1966   | UNR                                | Pompidou II                                 |                                    |
| Georges Pompidou (1962–1968)                   |                                 | Edgard Pisani                      | Edgard Pisani (1918–2016)   | 8 januari 1966    | 7 april 1967     | DVG                                | Pompidou III                                |                                    |
| Georges Pompidou (1962–1968)                   |                                 | Jean Chamant                       | Jean Chamant (1913–2010)    | 7 april 1967      | 20 juni 1969     | RI                                 | Pompidou IV                                 |                                    |
| Maurice Couve de Murville (1968–1969)          | Couve de Murville               | Jean Chamant                       | Jean Chamant (1913–2010)    | 7 april 1967      | 20 juni 1969     | RI                                 |                                             |                                    |
|                                                |                                 | Raymond Mondon (1914–2004)         | 20 juni 1969                | 31 december 1970  | RI               | Jacques Chaban- Delmas (1969–1972) | Chaban- Delmas                              |                                    |
|                                                | Jean Chamant                    | Jean Chamant (1913–2010)           | 7 januari 1971              | 6 juli 1972       | UDR              | Jacques Chaban- Delmas (1969–1972) | Chaban- Delmas                              |                                    |
|                                                |                                 | Robert Galley (1921–2012)          | 6 juli 1972                 | 5 april 1973      | UDR              | Pierre Messmer (1972–1974)         | Messmer I                                   |                                    |
|                                                | Yves Guéna                      | Yves Guéna (1922–2016)             | 5 april 1973                | 1 maart 1974      | UDR              | Pierre Messmer (1972–1974)         | Messmer II                                  |                                    |
|                                                | Olivier Guichard                | Olivier Guichard (1920–2004)       | 1 maart 1974                | 27 mei 1974       | UDR              | Pierre Messmer (1972–1974)         | Messmer III                                 | Minister van Staat                 |
| Minister van Huisvesting                       | Olivier Guichard                | Olivier Guichard (1920–2004)       | 1 maart 1974                | 27 mei 1974       | UDR              | Pierre Messmer (1972–1974)         | Messmer III                                 |                                    |
| Minister van Ruimtelijke Ordening              | Olivier Guichard                | Olivier Guichard (1920–2004)       | 1 maart 1974                | 27 mei 1974       | UDR              | Pierre Messmer (1972–1974)         | Messmer III                                 |                                    |
| Minister voor Toerisme (1973–74)               | Olivier Guichard                | Olivier Guichard (1920–2004)       | 1 maart 1974                | 27 mei 1974       | UDR              | Pierre Messmer (1972–1974)         | Messmer III                                 |                                    |
|                                                |                                 | Robert Galley (1921–2021)          | 27 mei 1974                 | 26 augustus 1976  | UDR              | Jacques Chirac (1974–1976)         | Chirac I                                    |                                    |
|                                                | Jean-Pierre Fourcade            | Jean-Pierre Fourcade (1929)        | 26 augustus 1976            | 26 september 1977 | RI               | Raymond Barre (1976–1981)          | Barre I                                     |                                    |
| Barre II                                       | Jean-Pierre Fourcade            | Jean-Pierre Fourcade (1929)        | 26 augustus 1976            | 26 september 1977 | RI               | Raymond Barre (1976–1981)          | Minister van Ruimtelijke Ordening           |                                    |
| Barre II                                       |                                 |                                    | Fernand Icart (1921–2008)   | 26 september 1977 | 5 april 1978     | Raymond Barre (1976–1981)          | RI (1977–78)                                | Minister van Ruimtelijke Ordening  |
| Barre II                                       | UDF (1978)                      |                                    | Fernand Icart (1921–2008)   | 26 september 1977 | 5 april 1978     | Raymond Barre (1976–1981)          |                                             | Minister van Ruimtelijke Ordening  |
|                                                |                                 | Joël Le Theule (1930–1980)         | 5 april 1978                | 1 oktober 1980    | RPR              | Raymond Barre (1976–1981)          | Barre III                                   |                                    |
|                                                | Daniel Hoeffel                  | Daniel Hoeffel (1929)              | 1 oktober 1980              | 21 mei 1981       | RPR              | Raymond Barre (1976–1981)          | Barre III                                   |                                    |
|                                                | Louis Mermaz                    | Louis Mermaz (1931)                | 21 mei 1981                 | 22 juni 1981      | PS               | Pierre Mauroy (1981–1984)          | Mauroy I                                    |                                    |
|                                                | Charles Fiterman                | Charles Fiterman (1933)            | 22 juni 1981                | 17 juli 1984      | PCP              | Pierre Mauroy (1981–1984)          | Mauroy II                                   | Minister van Staat                 |
| Mauroy III                                     | Charles Fiterman                | Charles Fiterman (1933)            | 22 juni 1981                | 17 juli 1984      | PCP              | Pierre Mauroy (1981–1984)          |                                             |                                    |
|                                                | Paul Quilès                     | Paul Quilès (1942–2021)            | 17 juli 1984                | 20 september 1985 | PS               | Laurent Fabius (1984–1986)         | Fabius                                      | Minister van Huisvesting           |
| Minister voor Stedelijke Ontwikkeling          | Paul Quilès                     | Paul Quilès (1942–2021)            | 17 juli 1984                | 20 september 1985 | PS               | Laurent Fabius (1984–1986)         | Fabius                                      |                                    |
|                                                | Jean Auroux                     | Jean Auroux (1942)                 | 20 september 1985           | 20 maart 1986     | PS               | Laurent Fabius (1984–1986)         | Fabius                                      | Minister van Huisvesting           |
| Minister voor Stedelijke Ontwikkeling          | Jean Auroux                     | Jean Auroux (1942)                 | 20 september 1985           | 20 maart 1986     | PS               | Laurent Fabius (1984–1986)         | Fabius                                      |                                    |
|                                                | Pierre Méhaignerie              | Pierre Méhaignerie (1939)          | 20 maart 1986               | 10 mei 1988       | UDF              | Jacques Chirac (1986–1988)         | Chirac II                                   | Minister van Huisvesting           |
| Minister van Ruimtelijke Ordening              | Pierre Méhaignerie              | Pierre Méhaignerie (1939)          | 20 maart 1986               | 10 mei 1988       | UDF              | Jacques Chirac (1986–1988)         | Chirac II                                   |                                    |
|                                                | Louis Mermaz                    | Louis Mermaz (1931)                | 10 mei 1988                 | 22 juni 1988      | PS               | Michel Rocard (1988–1991)          | Rocard I                                    |                                    |
|                                                |                                 | Michel Delebarre (1946–2022)       | 22 juni 1988                | 20 december 1990  | PS               | Michel Rocard (1988–1991)          | Rocard II                                   | Minister van Huisvesting (1989–90) |
| Minister voor Maritime Zaken                   |                                 | Michel Delebarre (1946–2022)       | 22 juni 1988                | 20 december 1990  | PS               | Michel Rocard (1988–1991)          | Rocard II                                   |                                    |
|                                                | Louis Besson                    | Louis Besson (1937)                | 20 december 1990            | 15 mei 1991       | PS               | Michel Rocard (1988–1991)          | Rocard II                                   | Minister van Huisvesting           |
| Minister voor Maritime Zaken                   | Louis Besson                    | Louis Besson (1937)                | 20 december 1990            | 15 mei 1991       | PS               | Michel Rocard (1988–1991)          | Rocard II                                   |                                    |
|                                                | Paul Quilès                     | Paul Quilès (1942–2021)            | 15 mei 1991                 | 2 april 1992      | PS               | Édith Cresson (1991–1992)          | Cresson                                     | Minister van Huisvesting           |
|                                                | Jean-Louis Bianco               | Jean-Louis Bianco (1943)           | 2 april 1992                | 29 maart 1993     | PS               | Pierre Bérégovoy (1992–1993)       | Bérégovoy                                   | Minister van Huisvesting           |
|                                                | Bernard Bosson                  | Bernard Bosson (1947–2017)         | 29 maart 1993               | 17 mei 1995       | UDF              | Édouard Balladur (1993–1995)       | Balladur                                    | Minister voor Toerisme             |
|                                                | Bernard Pons                    | Bernard Pons (1926–2022)           | 17 mei 1995                 | 3 juni 1997       | RPR              | Alain Juppé (1995–1997)            | Juppé I                                     | Minister van Ruimtelijke Ordening  |
| Juppé II                                       | Bernard Pons                    | Bernard Pons (1926–2022)           | 17 mei 1995                 | 3 juni 1997       | RPR              | Alain Juppé (1995–1997)            | Minister van Huisvesting                    |                                    |
| Juppé II                                       | Bernard Pons                    | Bernard Pons (1926–2022)           | 17 mei 1995                 | 3 juni 1997       | RPR              | Alain Juppé (1995–1997)            | Minister voor Toerisme                      |                                    |
|                                                |                                 | Jean-Claude Gayssot (1944)         | 3 juni 1997                 | 6 mei 2002        | PCP              | Lionel Jospin (1997–2002)          | Jospin                                      | Minister van Huisvesting           |
|                                                | Gilles de Robien                | Gilles de Robien (1941)            | 6 mei 2002                  | 31 mei 2005       | UDF              | Jean-Pierre Raffarin (2002–2005)   | Raffarin I                                  | Minister van Huisvesting           |
| Minister van Maritime Zaken                    | Gilles de Robien                | Gilles de Robien (1941)            | 6 mei 2002                  | 31 mei 2005       | UDF              | Jean-Pierre Raffarin (2002–2005)   | Raffarin I                                  |                                    |
| Minister voor Toerisme                         | Gilles de Robien                | Gilles de Robien (1941)            | 6 mei 2002                  | 31 mei 2005       | UDF              | Jean-Pierre Raffarin (2002–2005)   | Raffarin I                                  |                                    |
| Raffarin II                                    | Gilles de Robien                | Gilles de Robien (1941)            | 6 mei 2002                  | 31 mei 2005       | UDF              | Jean-Pierre Raffarin (2002–2005)   | Minister van Huisvesting                    |                                    |
| Raffarin II                                    | Gilles de Robien                | Gilles de Robien (1941)            | 6 mei 2002                  | 31 mei 2005       | UDF              | Jean-Pierre Raffarin (2002–2005)   | Minister van Maritime Zaken                 |                                    |
| Raffarin II                                    | Gilles de Robien                | Gilles de Robien (1941)            | 6 mei 2002                  | 31 mei 2005       | UDF              | Jean-Pierre Raffarin (2002–2005)   | Minister voor Toerisme                      |                                    |
| Raffarin III                                   | Gilles de Robien                | Gilles de Robien (1941)            | 6 mei 2002                  | 31 mei 2005       | UDF              | Jean-Pierre Raffarin (2002–2005)   | Minister van Huisvesting                    |                                    |
| Raffarin III                                   | Gilles de Robien                | Gilles de Robien (1941)            | 6 mei 2002                  | 31 mei 2005       | UDF              | Jean-Pierre Raffarin (2002–2005)   | Minister van Ruimtelijke Ordening (2004–05) |                                    |
| Raffarin III                                   | Gilles de Robien                | Gilles de Robien (1941)            | 6 mei 2002                  | 31 mei 2005       | UDF              | Jean-Pierre Raffarin (2002–2005)   | Minister van Maritime Zaken                 |                                    |
| Raffarin III                                   | Gilles de Robien                | Gilles de Robien (1941)            | 6 mei 2002                  | 31 mei 2005       | UDF              | Jean-Pierre Raffarin (2002–2005)   | Minister voor Toerisme                      |                                    |
|                                                | Dominique Perben                | Dominique Perben (1945)            | 31 mei 2005                 | 16 mei 2007       | UMP              | Dominique de Villepin (2005–2007)  | de Villepin                                 |                                    |
| Staatssecretaris voor Transport                | Staatssecretaris voor Transport | Staatssecretaris voor Transport    | Ambtstermijn                | Ambtstermijn      | Partij(en)       | Premier(s)                         | Kabinet(en)                                 | Overige functie(s)                 |
|                                                | Dominique Bussereau             | Dominique Bussereau (1952)         | 16 mei 2007                 | 14 november 2010  | UMP              | François Fillon (2007–2012)        | Fillon I                                    |                                    |
| Fillon II                                      | Dominique Bussereau             | Dominique Bussereau (1952)         | 16 mei 2007                 | 14 november 2010  | UMP              | François Fillon (2007–2012)        |                                             |                                    |
| Minister voor Transport                        | Minister voor Transport         | Minister voor Transport            | Ambtstermijn                | Ambtstermijn      | Partij(en)       | Premier(s)                         | Kabinet(en)                                 | Overige functie(s)                 |
|                                                | Nathalie Kosciusko-Morizet      | Nathalie Kosciusko- Morizet (1973) | 14 november 2010            | 22 februari 2012  | UMP              | François Fillon (2007–2012)        | Fillon III                                  | Minister van Huisvesting           |
| Minister van Ecologie en Duurzame Ontwikkeling | Nathalie Kosciusko-Morizet      | Nathalie Kosciusko- Morizet (1973) | 14 november 2010            | 22 februari 2012  | UMP              | François Fillon (2007–2012)        | Fillon III                                  |                                    |
|                                                | François Fillon                 | François Fillon (1954)             | 22 februari 2012            | 15 mei 2012       | UMP              | François Fillon (2007–2012)        | Fillon III                                  | Premier                            |
| Minister van Huisvesting                       | François Fillon                 | François Fillon (1954)             | 22 februari 2012            | 15 mei 2012       | UMP              | François Fillon (2007–2012)        | Fillon III                                  |                                    |
| Minister van Ecologie en Duurzame Ontwikkeling | François Fillon                 | François Fillon (1954)             | 22 februari 2012            | 15 mei 2012       | UMP              | François Fillon (2007–2012)        | Fillon III                                  |                                    |
| Viceminister voor Transport                    | Viceminister voor Transport     | Viceminister voor Transport        | Ambtstermijn                | Ambtstermijn      | Partij(en)       | Premier(s)                         | Kabinet(en)                                 | Overige functie(s)                 |
|                                                | Frédéric Cuvillier              | Frédéric Cuvillier (1968)          | 15 mei 2012                 | 26 augustus 2014  | PS               | Jean-Marc Ayrault (2012–2014)      | Ayrault I                                   |                                    |
| Ayrault II                                     | Frédéric Cuvillier              | Frédéric Cuvillier (1968)          | 15 mei 2012                 | 26 augustus 2014  | PS               | Jean-Marc Ayrault (2012–2014)      |                                             |                                    |
| Manuel Valls (2014–2016)                       | Frédéric Cuvillier              | Frédéric Cuvillier (1968)          | 15 mei 2012                 | 26 augustus 2014  | PS               | Valls I                            |                                             |                                    |
| Staatssecretaris voor Transport                | Staatssecretaris voor Transport | Staatssecretaris voor Transport    | Ambtstermijn                | Ambtstermijn      | Partij(en)       | Premier(s)                         | Kabinet(en)                                 | Overige functie(s)                 |
|                                                | Alain Vidalies                  | Alain Vidalies (1951)              | 26 augustus 2014            | 14 mei 2017       | PS               | Manuel Valls (2014–2016)           | Valls II                                    |                                    |
| Bernard Cazeneuve (2016–2017)                  | Alain Vidalies                  | Alain Vidalies (1951)              | 26 augustus 2014            | 14 mei 2017       | PS               | Cazeneuve                          |                                             |                                    |
| Viceminister voor Transport                    | Viceminister voor Transport     | Viceminister voor Transport        | Ambtstermijn                | Ambtstermijn      | Partij(en)       | Premier(s)                         | Kabinet(en)                                 | Overige functie(s)                 |
|                                                | Élisabeth Borne                 | Élisabeth Borne (1961)             | 14 mei 2017                 | 16 juli 2019      | DVG (2017)       | Édouard Philippe (2017–2020)       | Philippe I                                  |                                    |
| Philippe II                                    | Élisabeth Borne                 | Élisabeth Borne (1961)             | 14 mei 2017                 | 16 juli 2019      | DVG (2017)       | Édouard Philippe (2017–2020)       |                                             |                                    |
|                                                | Élisabeth Borne                 | Élisabeth Borne (1961)             | 14 mei 2017                 | 16 juli 2019      | LREM (2017–2019) | Édouard Philippe (2017–2020)       |                                             |                                    |
| Staatssecretaris voor Transport                | Staatssecretaris voor Transport | Staatssecretaris voor Transport    | Ambtstermijn                | Ambtstermijn      | Partij(en)       | Premier(s)                         | Kabinet(en)                                 | Overige functie(s)                 |
|                                                | Jean-Baptiste Djebbari          | Jean- Baptiste Djebbari (1982)     | 3 september 2019            | 3 juli 2020       | LREM             | Édouard Philippe (2017–2020)       | Philippe II                                 |                                    |
| Viceminister voor Transport                    | Viceminister voor Transport     | Viceminister voor Transport        | Ambtstermijn                | Ambtstermijn      | Partij(en)       | Premier(s)                         | Kabinet(en)                                 | Overige functie(s)                 |
|                                                | Jean-Baptiste Djebbari          | Jean- Baptiste Djebbari (1982)     | 3 juli 2020                 | heden             | LREM             | Jean Castex (2020–heden)           | Castex                                      |                                    |